# Riebeckplatz

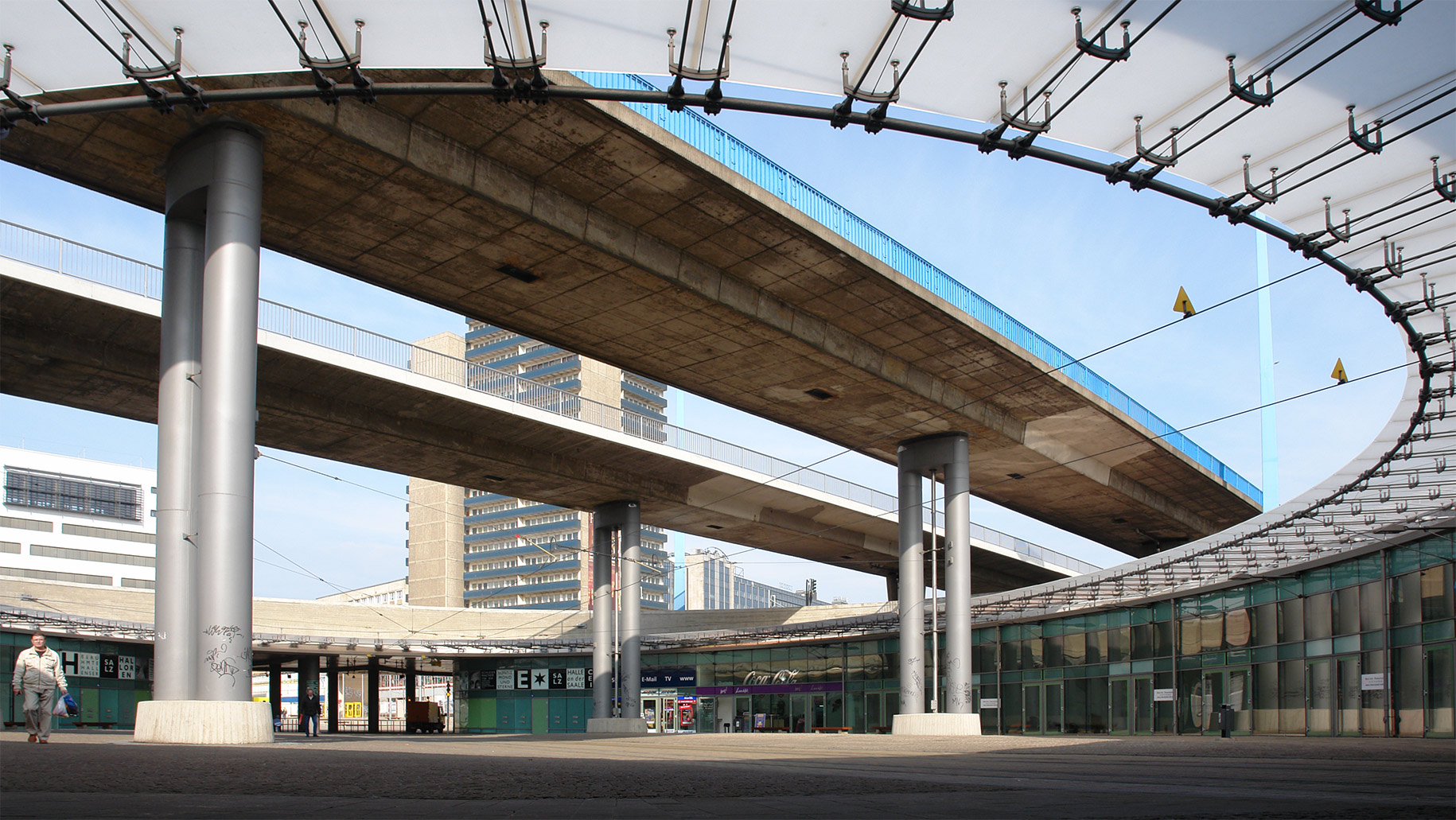
Aufnahme der im Kreisverkehr vertieften Ladenstraße (2008)

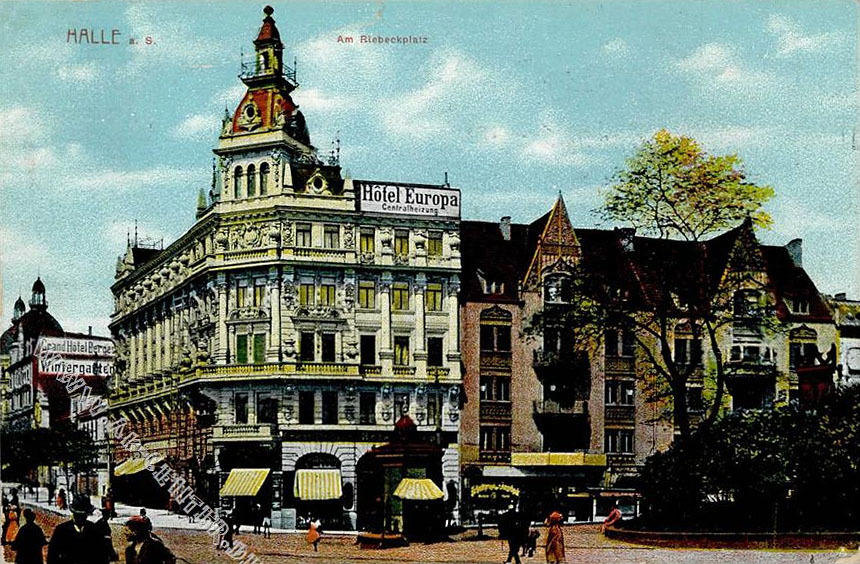
Blick nach Norden auf das Hotel Europa, dahinter das Grandhotel Berger (ca. 1910)

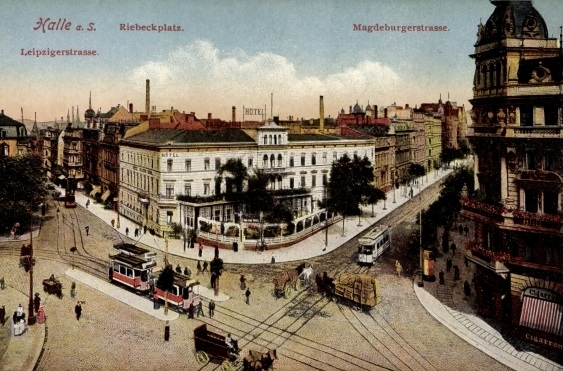
Blick nach Westen auf das Hotel Goldene Kugel (ca. 1910)

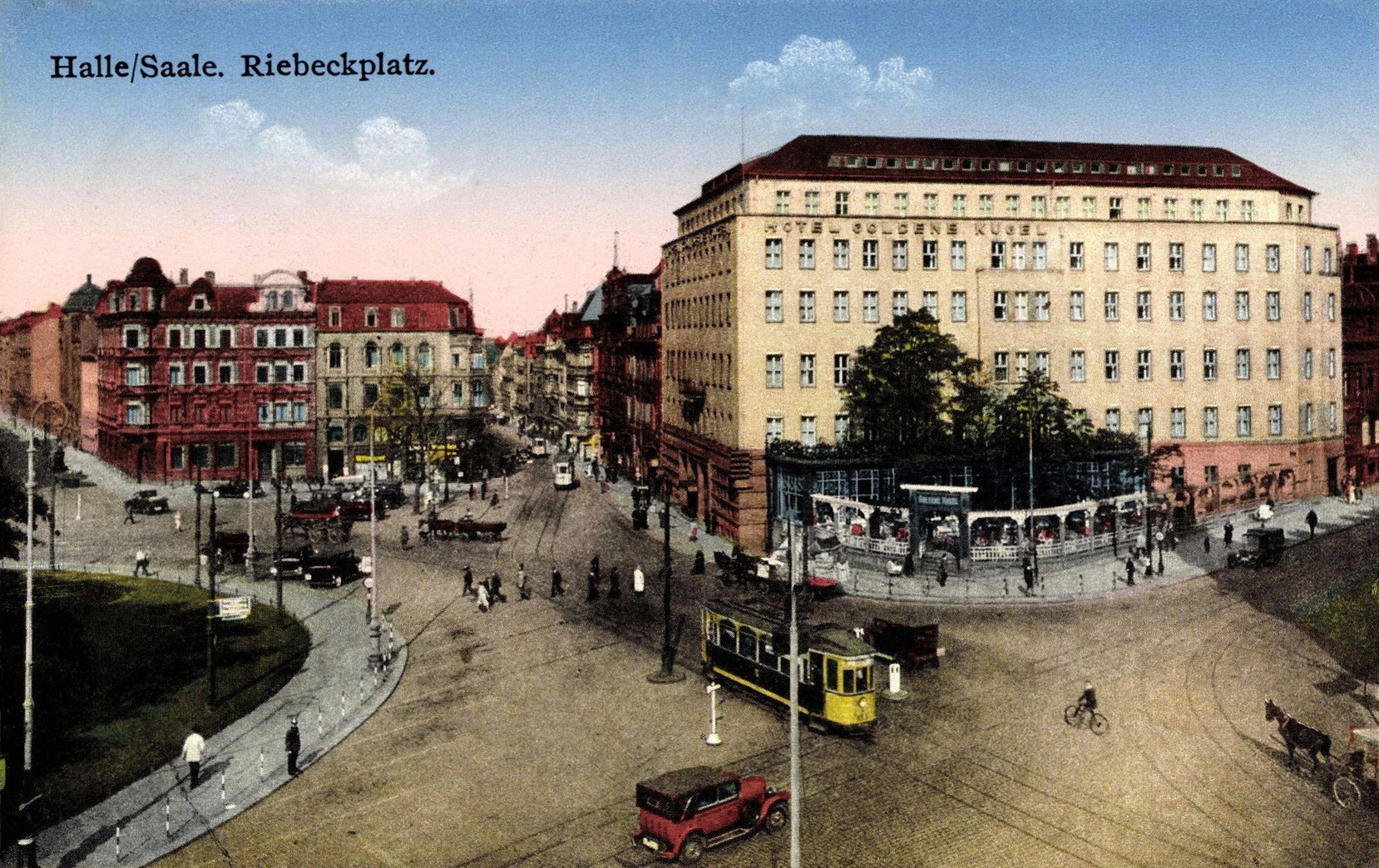
Die Straßenkreuzung mit dem vergrößerten Hotel Goldene Kugel (ca. 1925)

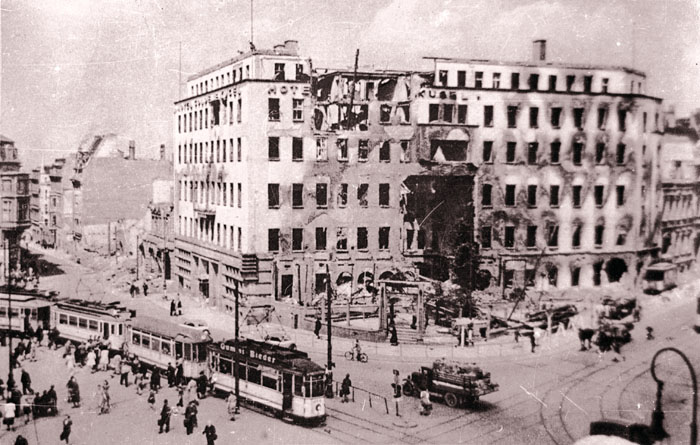
Der Platz nach der Bombardierung (1945)

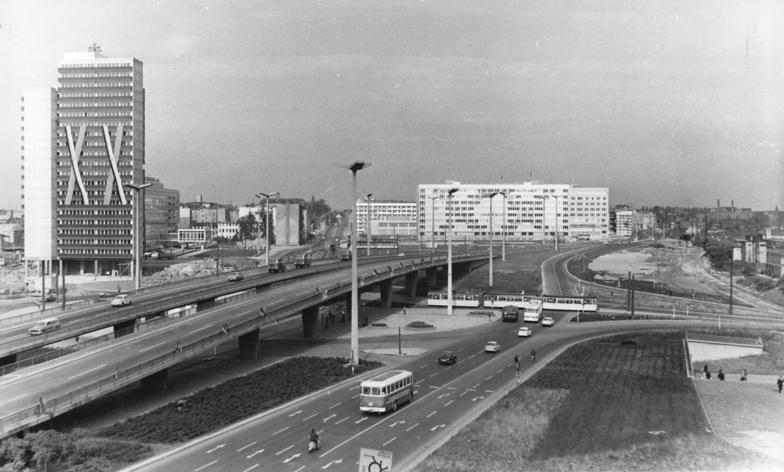
Nach der Neugestaltung: Blick nach Norden (1969)

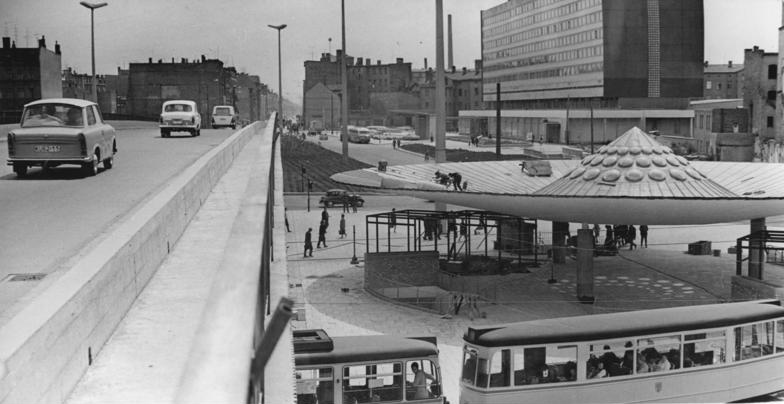
Blick nach Süden, rechts der Zugang zum Fußgängertunnel (1968)

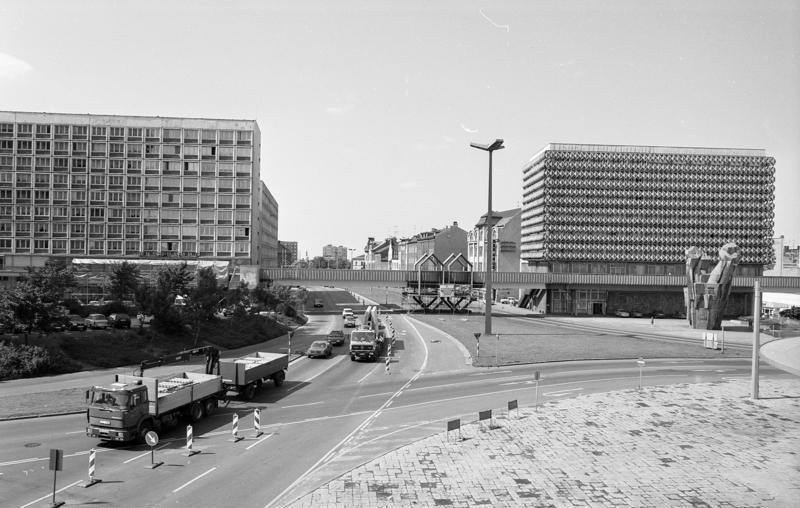
B 80 in Richtung Westen (1991)

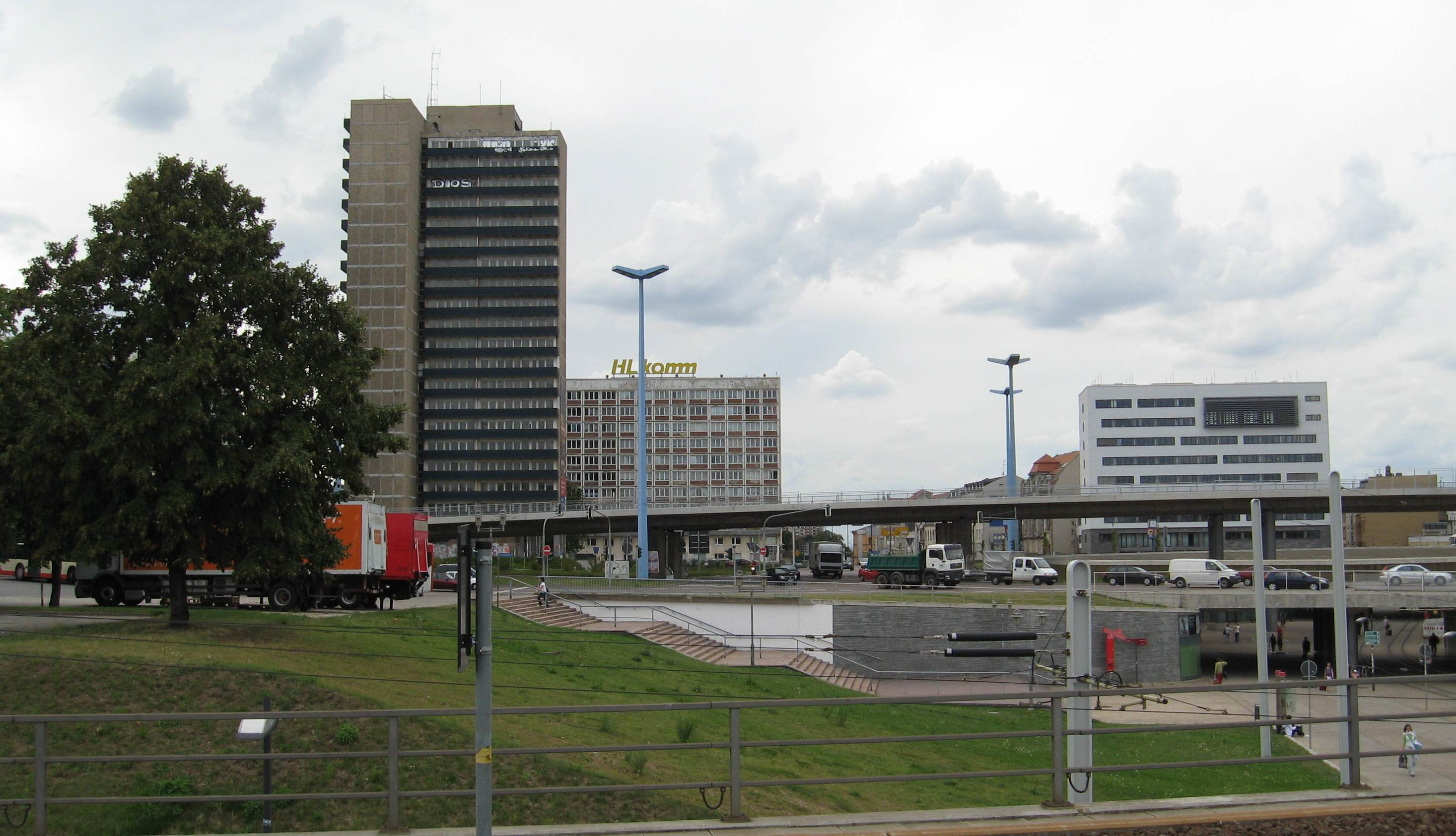
Blick vom Hauptbahnhof nach Westen (2008)

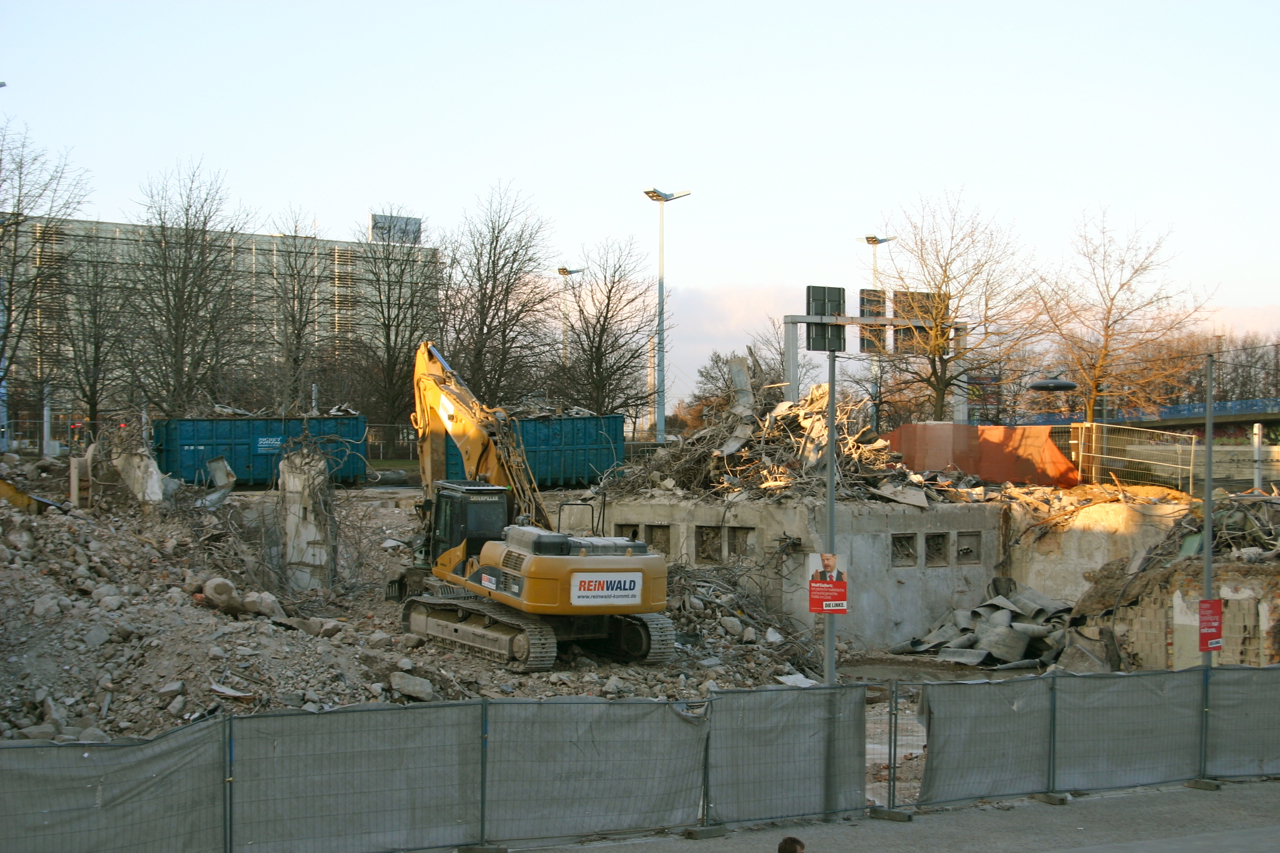
Abrissarbeiten (März 2011)

Der Riebeckplatz in Halle (Saale) ist eine Verkehrsdrehscheibe zwischen dem Hauptbahnhof und der Innenstadt, der nach dem Industriellen Carl Adolf Riebeck benannt ist. An ihm soll das Zukunftszentrum für Deutsche Einheit und Europäische Transformation entstehen.

## Bedeutung
Der Riebeckplatz ist der verkehrsreichste Platz in Mitteldeutschland, das Verkehrsaufkommen liegt in Spitzenzeiten bei 80 000 Fahrzeugen pro Tag sowie 52 Straßenbahnzügen pro Stunde. Gleichzeitig ist er einer der größten städtischen ampelgeregelten Kreisel in Deutschland. Während die B 6 in Nord-Süd-Richtung den Riebeckplatz über die Hochstraßen quert, beginnen am Riebeckplatz die B 80 in Richtung Westen (Eisleben) und die B 91 in Richtung Süden (Merseburg). Zusätzlich führen noch zwei stark frequentierte Hauptstraßen zum Riebeckplatz. Mehrere Straßenbahnlinien der HAVAG treffen hier aufeinander. Der Platz war lange der Ausgangspunkt der Überlandstraßenbahn Halle–Bad Dürrenberg. Zahlreiche örtliche und überörtliche Buslinien bedienen den direkt angrenzenden zentralen Busbahnhof.

## Geschichte

### Mittelalter–1809
Ursprünglich nannte man das Gebiet des heutigen Riebeckplatzes den Galgtorvorplatz, denn hier befand sich seit ca. 1100 der Galgen der Stadt Halle (siehe auch: Galgenberg Halle), der im Rahmen der großen Stadterweiterung und Befestigung hierher verlegt worden war. Bereits im Mittelalter war der Galgtorvorplatz der Verkehrsknotenpunkt der Stadt Halle, da hier die Leipziger Heerstraße, der Magdeburger Weg, die Reideburger Straße und der Merseburger Weg zusammentrafen.
Aufgrund der vielen Ausbesserungen und der kostspieligen Neuaufstellungen wurde 1698 mit der Genehmigung von Friedrich III. anstelle des hölzernen Schnellgalgens ein steinerner Galgen errichtet. Auf dem Gelände des heutigen Riebeckplatzes befand sich auch der Rabenstein als weitere Richtstätte, der mit der Genehmigung Kardinal Albrechts aufgestellt worden war. Außerdem sollen sich dort sechs Räder auf hohen hölzernen Säulen befunden haben. Diese wurden dazu benutzt, um den zuvor Gehängten doppelt zu bestrafen. Eine steinerne Betsäule sollte u. a. den Verurteilten vor ihrer Hinrichtung Mut und Standhaftigkeit einflößen. Diese Betsäule befindet sich heute am Universitätsring.
Um 1720 wurde ein erstes Gasthaus errichtet, das spätere Hotel Goldene Kugel. Von einem Reisenden wurde der Galgtorvorplatz 1795 als ein wüster Schutt- und Schmutzhaufen mit Unmengen an Schweinekot beschrieben. Er soll von Schweineherden durchwühlt gewesen sein und einen widerlichen Geruch verbreitet haben. Häufig sollen noch Leichenreste an dem Galgen gehangen oder von Raben zerfressen auf dem Rabenstein gelegen haben. Dieser Anblick änderte sich spätestens 1809, als der Galgen und die anderen Gerätschaften auf dem Galgtorvorplatz unter französischer Herrschaft abgerissen wurden.

### 1809–1945
Nach dem Abriss des Galgens entstanden auf dem Gelände des heutigen Riebeckplatzes eine Garten-Anlage und viele neue Gasthöfe. 1827 bekam der Platz den Namen Leipziger Platz. Nach 1840 erfolgten größere Umbaumaßnahmen im Zuge der Errichtung der Eisenbahnverbindungen nach Magdeburg, Leipzig (Magdeburg-Leipziger Eisenbahn) und Weißenfels (Thüringer Bahn) 1844. Zu dieser Zeit stand die Verschönerung des Platzes im Mittelpunkt der Stadtentwicklung, da er den Eintritt in die Stadt darstellte. Ferner wurden viele neue Wohnhäuser errichtet sowie 1868 ein Springbrunnen gebaut.
Der Platz erhielt 1891 nach dem Tod des für die Stadt verdienstvollen Unternehmers und Industriellen Carl Adolf Riebeck dessen Namen. Mit steigendem Verkehrsaufkommen in der ersten Hälfte des 20. Jahrhunderts gab es verschiedene Pläne zur Umgestaltung des Platzes, die aber nicht realisiert wurden. Durch einen amerikanischen Bombenangriff am 31. März 1945 wurden zahlreiche repräsentative Bauten, darunter die Hotels Goldene Kugel von Hermann Frede, Europa, Weltkugel und Hohenzollernhof ganz oder zum Teil zerstört.

### 1945–1991
Nach Kriegsende wurde der Name des Platzes in Thälmannplatz geändert. Da dieser ab 1960 der verkehrsreichste Knotenpunkt der DDR war, ergab sich die Notwendigkeit einer Neugestaltung des Platzes. Der Fahrzeug- und Fußgängerverkehr sollte fortan auf drei getrennten Ebenen bewältigt werden: der Verkehrsstrom in Nord-Süd-Richtung auf einer ab 1965 gebauten Hochstraße, der Ost-West-Verkehrsstrom in einer vierspurigen Kreisanlage unterhalb der Hochstraße und der Fußgängerverkehr in einem Tunnelsystem. Durch die Umbaumaßnahmen wurde der bis dahin siebenarmige Kreisverkehr auf nur noch vier Straßenanbindungen reduziert. Im Jahr 1977 befuhren stündlich etwa 12 000 Fahrzeuge den Thälmannplatz. Innerhalb des Kreises wurden Haltepunkte für mehrere Straßenbahnlinien und Standplätze für Taxis eingerichtet. Auch das direkte Umfeld des Platzes war von der Umgestaltung betroffen. Mit der Sprengung mehrerer angrenzender Gebäude schuf man Platz für neue repräsentative Bauten, darunter das Hotel Stadt Halle, zwei 23-geschossige Hochhäuser in Stahlskelettbauweise, das Haus des Lehrers und mehrere Verwaltungsgebäude. Vor dem Haus des Lehrers wurde das Monument der revolutionären Arbeiterbewegung aufgestellt und am 6. Oktober 1970 enthüllt. Verantwortlich für die Neugestaltung war der Chefarchitekt Richard Paulick, der auch schon Halle-Neustadt plante. Die Umgestaltung verbesserte den Kfz-Verkehr allerdings einseitig auf Kosten aller anderen Verkehrsarten. Die wichtigen Straßenbahnstrecken durch die Leipziger Straße (seinerzeit Klement-Gottwald-Straße) und die Franckestraße mussten im Zug der Umbauarbeiten stillgelegt werden, obwohl für eine von beiden schon die Weichen eingebaut waren. Straßenbahnfahrten zwischen Hauptbahnhof und Markt waren nur noch mit dem Umweg über den Platz »Am Steintor« und die Große Steinstraße möglich. Der Fahrradverkehr wurde gar nicht berücksichtigt, der Tunnel zwischen Hauptbahnhof und der Innenstadt durfte nicht befahren werden.

### Ab 1991
1991 erhielt der Platz einen seiner alten Namen Riebeckplatz zurück. Das nach 1990 stark angewachsene Verkehrsaufkommen konnte nicht mehr in ausreichendem Maße bewältigt werden, gerade zur Hauptverkehrszeit bildeten sich oft kilometerlange Staus. Die Zahl der Unfälle am Platz stieg erheblich an, jährlich gab es dabei Unfalltote. Verschiedene planungstechnische Lösungsvorschläge, die die Ursachen beheben sollten, wurden aber zunächst nicht umgesetzt. Erst mit dem Bau einer direkten Straßenbahnverbindung nach Halle-Neustadt kam es 2005/2006 zur erforderlichen Anpassung des Platzes an zukünftige Anforderungen. Die Straßenbahnstrecken, die bis dahin den Kraftverkehr an drei Stellen kreuzten, wurden auf das Niveau des Fußgängerbereiches abgesenkt, so dass die Züge den Kreisverkehr seitdem unterqueren. Der lange und dunkle Fußgängertunnel wurde beseitigt und die vorher mit langen Fußwegen sehr unkomfortablen Umsteigeverhältnisse zwischen Straßenbahn und Eisenbahn am Hauptbahnhof mit dem Umbau wieder deutlich verbessert.
Durch das Aufstellen von Lichtsignalanlagen wurde der Verkehrsfluss am Platz neu geregelt, was zu einer drastischen Senkung der Verkehrsunfallquote führte. Der Riebeckplatz erhielt zudem eine Ladenstraße und gläserne Überdachungen, außerdem wurde das Umfeld teilweise neu gestaltet. Mit einem Kostenvolumen von etwa 35 Mio. Euro handelte es sich um das größte innerstädtische Straßenbauprojekt in den neuen Bundesländern.
Im Umfeld des Platzes gab es in den letzten Jahren verschiedene Entwicklungen. Während ein Teil der in den 1960er Jahren errichteten Gebäude nach wie vor genutzt wird und z. T. eine Sanierung erfuhr (Haus des Lehrers – Sitz des Lehrerinstituts Sachsen-Anhalt), wurden die zwei markanten Hochhäuser trotz anderer Vorschläge eines Architekturwettbewerbs im Rahmen der IBA 2010 und eines Bürgerbegehrens abgerissen. Grund dieser Entscheidung waren die erwarteten hohen Sanierungs- und Betriebskosten. Der nahe Busbahnhof wurde umfassend modernisiert.

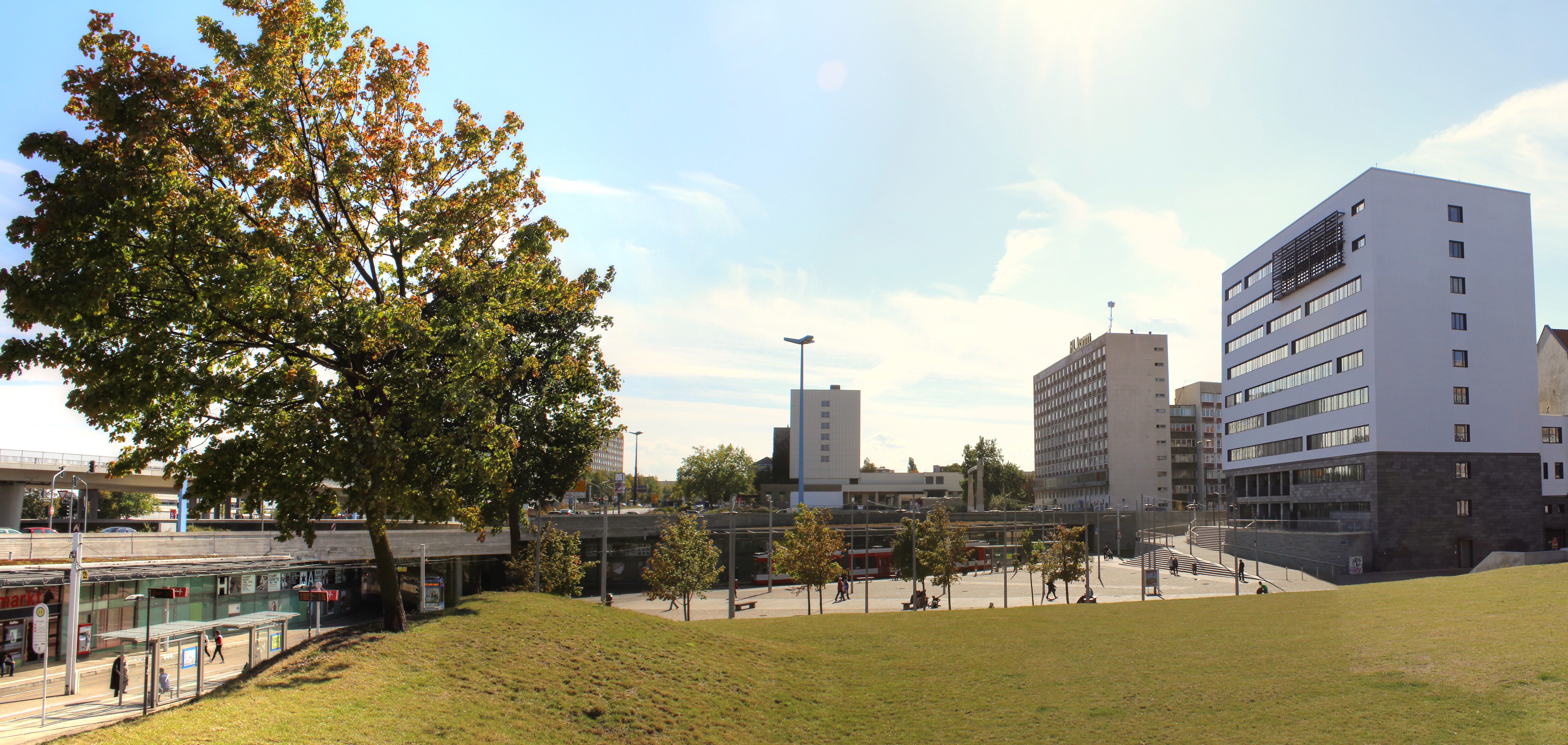
Ansicht 2012 mit Hotelneubau und neuer Begrünung

Von dem Riebeckplatz, wie er bis zur teilweisen Zerstörung 1945 existierte, ist kein einziges Gebäude erhalten.

### Verschiedenes
- Die ab 1965 errichtete Überquerung des Platzes war die erste Hochstraße der DDR.
- Nach Horst Sindermann, von 1963 bis 1971 Erster Sekretär der SED-Bezirksleitung Halle, wurde die Hochstraße im Volksmund als Sindermann-Buckel bezeichnet.
- Der Platz und das auf ihm stehende Denkmal war eines der Motive der 30-Pfennig-Marke der Dauerbriefmarkenserie Aufbau in der DDR.

## Film
- Unsere Boulevards – Der Riebeckplatz in Halle. Dokumentarfilm, Deutschland, 2017, 29:53 Min., Buch und Regie: Anja Walczak und Sven Stephan, Produktion: MDR, Reihe: Der Osten – Entdecke, wo du lebst, Erstsendung: 29. August 2017 bei MDR Fernsehen, Inhaltsangabe von MDR, (Memento vom 17. April 2018 im Internet Archive).